# 微柔毛雾灵山
微柔毛雾灵山（学名：Scutellaria scordifolia var. puberula）为唇形科黄芩属下的一个变种。

## 扩展阅读
- 維基物種上的相關：微柔毛雾灵山